# نروژی میانه
نروژی میانه یک شکلی از زبان نروژی است که از سال‌های ۱۳۵۰ تا ۱۵۵۰ صحبت می‌شد و قبل از جایگزین شدن دانمارکی با زبان نروژی به عنوان زبان رسمی در نروژ آخرین فاز نروژی در حالت اولیه بود.

## تاریخ
وقتی که مرگ سیاه در سال ۱۳۴۹ به نروژ رسید، باعث مرگ ۶۰ درصد جمعیت نروژ شد. این جریان فرایند توسعه این زبان را بیشتر کرد.
زبان در نروژ بعد از ۱۳۵۰ تا ۱۵۵۰ به‌طور کلی به نروژی میانه تبدیل شد. در جریان این دوره زبان تغیرات زیادی یافت: پارادایم‌های مورفولوژیکی ساده شدند، از جمله از دست دادن حالت دستوری و تراز عطف شخصی در فعل‌ها.

### فروپاشی نوشتاری این زبان
در جریان قرن ۱۵، استفاده نروژی میانه به شکل نوشتاری متوقف گردید. در پایان قرن ۱۶، کریستیان چهارم دنمارک (۱۶۴۸–۱۵۷۷) تصمیم گرفت که تجدید نظر کند و ماگنوس ششم نروژ قانون کشور را به دانمارکی ترجمه کرد، که در اصل به زبان نورس باستان غربی نوشته شده‌بود. در سال ۱۶۰۴ نسخه تجدید نظر شده معرفی گردید. ترجمه این قانون به زبان دانمارکی و قرار دادن دانمارکی به عنوان زبان اداری علائم نهایی‌گذار این زبان بود.